# Tennis Napoli Cup 2010
Il Tennis Napoli Cup 2010 è stato un torneo professionistico di tennis maschile giocato sulla terra rossa, che faceva parte dell'ATP Challenger Tour 2010. Si è giocato per la 74ª edizione a Napoli in Italia dal 29 marzo al 4 aprile 2010.

## Partecipanti

### Teste di serie
| Nazionalità | Giocatore      | Ranking* | Testa di serie |
| ----------- | -------------- | -------- | -------------- |
| Italia      | Potito Starace | 73       | 1              |
| Italia      | Paolo Lorenzi  | 90       | 2              |
| Kazakistan  | Andrej Golubev | 93       | 3              |
| Slovenia    | Blaž Kavčič    | 96       | 4              |
| Russia      | Igor' Kunicyn  | 100      | 5              |
| Spagna      | Pere Riba      | 117      | 6              |
| Romania     | Victor Crivoi  | 118      | 7              |
| Portogallo  | Rui Machado    | 119      | 8              |

- Ranking al 22 marzo 2010.

### Altri partecipanti
Giocatori che hanno ricevuto una wild card:
- Thomas Fabbiano
- Potito Starace
- Bernard Tomić
- Matteo Trevisan

Giocatori passati dalle qualificazioni:
- Jorge Aguilar
- Francesco Aldi
- Andrea Arnaboldi
- Adrián García

Giocatori Lucky loser:
- Martín Alund
- Juan Martín Aranguren

## Campioni

### Singolare
Rui Machado ha battuto in finale  Federico Delbonis con il punteggio di 6–4, 6–4

### Doppio
Dustin Brown /  Jesse Witten hanno battuto in finale  Rohan Bopanna /  Aisam-ul-Haq Qureshi con il punteggio di 7–6(4), 7–5